# Công lý (báo)
Báo Công lý là một tờ báo điện tử ở Việt Nam, và trực thuộc Tòa án nhân dân tối cao. Tờ báo được cấp phép hoạt động từ năm 2012.

## Lịch sử hình thành
Báo điện tử Công lý được Bộ Thông tin và Truyền thông cấp giấy phép hoạt động số 52/GP - BTTTT
Ngày 22 tháng 10 năm 2020, Báo điện tử Công lý chính thức phát hành giao diện mới, đánh dấu bước tiến quan trọng trong việc ứng dụng công nghệ hiện đại phục vụ nhu cầu thông tin, tuyên truyền.

## Lãnh đạo
- Tổng Biên tập: Trần Đức Vinh[2][3][4]
- Phó Tổng Biên tập:
  1. Tô Thị Lan Phương
  2. Nguyễn Thế Tâm